# Polina Makogón
Polina Aleksándrovna Makogón (en ruso: Поли́на Алекса́ндровна Макого́н; 1919 – 1 de abril de 1943) fue una aviadora militar soviética que sirvió durante la Segunda Guerra Mundial como comandante de escuadrón en el 588.º Regimiento de Bombardeo Nocturno, apodado por los alemanes «Brujas de la Noche». 

## Biografía
Polina Makogón nació en 1919 en la pequeña localidad rural de Balky, en la Gobernación de Yekaterinoslav —entonces parte de la RSS de Ucrania, actualmente ubicada en el Óblast de Zaporiyia en Ucrania) en una familia de campesinos ucranianos. Miembro del PCUS desde 1939.
En 1941 ingresó en la Escuela de Aviación Militar de Engels, para convertirse en piloto en el 588.º Regimiento de Bombardeo Nocturno, uno de los tres regimientos de aviación formados por mujeres, fundados por Marina Raskova y liderado por la mayor Yevdokiya Bershánskaya. El regimiento estaba formado íntegramente por mujeres voluntarias, desde las técnicos hasta las pilotos, todas ellas de una edad cercana a los veinte años.
El 23 de mayo de 1942, el regimiento fue transferido a la 218.º División de Bombarderos Nocturnos del Frente Sur (estacionada en el aeródromo de la aldea de Trud Gornyaká cerca de Voroshilovgrado). La propia Marina Raskova las acompañó hasta su destino y luego dio un conmovedor discurso de despedida antes de regresar a Engels. En su nuevo destino el regimiento quedó adscripto al 4.º Ejército Aéreo al mando del mayor general Konstanín Vershinin. Fue el primero de los tres regimientos femeninos en entrar en combate.
El 8 de febrero de 1943, el 588.ª Regimiento de Bombardero Nocturno recibió el rango de Guardias y pasó a llamarse 46.º Regimiento de Bombardeo Nocturno de la Guardia, y un poco más tarde recibió el nombre honorífico de «Tamán» por su destacada actuación durante los duros combates aéreos en la península de Tamán, en 1943 (véase Batalla del cruce del Kubán).
Era una piloto responsable y, en el momento de su muerte, era la comandante del 3.er Escuadrón, 46.º Regimiento de Aviación de Bombarderos Nocturnos de la Guardia, dentro de la 325.ª División de Aviación de Bombarderos Nocturnos, parte del 4.º Ejército Aéreo. Entrenó a muchos pilotos, incluida Meri Avidzba, quien llevó a cabo tres ataques con Makogón en febrero de 1943. Durante su tiempo en servicio participó en la Batalla del Cáucaso, la Liberación de Kuban y bombardeó numerosas instalaciones enemigas. Las misiones eran peligrosas y la navegante Yevguenia Zhigulenko recordó varios casi accidentes cuando tripulaba con Makogón, incluido un caso en el que, gracias a la pericia de Makogón, evitaron un accidente. En la noche del 31 de marzo al 1 de abril de 1943, Makogón pilotaba un bombardero de regreso a la base cuando chocó contra otro avión. De las cuatro personas involucradas en el fatídico accidente, solo sobrevivió Jiuaz Dospánova (quien era la navegante del otro avión). Más tarde, Zhigulenko sugirió que la inexperiencia de la nueva navegante, Lidia Svistunova, pudo ser la causa del accidente.
Makogón fue enterrada en el pueblo de Pashkóvskaya, actualmente un distrito de la ciudad de Krasnodar.

## Condecoraciones y reconocimientos
En el pueblo de Pashkóvskaya, se erigió un obelisco con una placa de mármol y una inscripción en honor de Makogón y de otros pilotos.
En septiembre de 1942, fue galardonada con la Orden de la Bandera Roja por efectuar 136 misiones de combate y el lanzamiento de más de 6000 kg de bombas y proyectiles sobre las tropas enemigas. En abril de 1943 fue condecorada con la Orden de la Guerra Patria de 1.er grado por realizar 259 misiones de combate.